# レバニラ炒め
レバニラ炒め（レバニラいため）とは、レバーとニラを炒めた中華料理である。ニラレバ炒めとも言う。

## 概要
鶏または豚のレバーをよく洗って血抜きしたのち、ショウガ汁や酒、醤油で下味をつけた後に水気をとってから片栗粉をまぶして多めの油で揚げ焼きにして一旦取り出し、きれいにした中華鍋でニンニクのみじん切りを炒めた後、ニラを加えて炒め、揚げ焼きにしておいたレバーを戻して混ぜて、醤油、塩、コショウ、その他好みの調味料で味をととのえるのが一般的な作り方である。
日本ではほとんどの場合で上記の他にモヤシを入れる。さらにお好みでニンジン・タマネギ・パプリカなどを入れることもある。調理法によってはレバーをあらかじめ揚げておくこともある。また、味付けの際にオイスターソースや豆板醤で味をととのえる方法もある。
日本では大衆食堂や中華料理店にて安価で供されることが多く、庶民の定番メニューとされている。一方で、レバーの味や食感、ニラの独特の香りなどから苦手とする人もいる。近年はビタミンAや鉄分を豊富に含む料理として、女性を中心に見直されている。

## 呼び名について
中国語の料理名を語順通りに訳すと「ニラレバ」となり、これが本来の呼び名であるとされる。「レバニラ」という言い方は『天才バカボン』の影響で広まったとする話が、NHKの番組で紹介されたことがある。また、例えば餃子の王将などでは、メニューに「ニラレバ炒め」と表記している。
このような名称のゆれは、「レバーの割合が多ければレバニラ、ニラの割合が多ければニラレバ」という俗流解釈も生じさせている。